# ルイス (ディストリクト)
ルイス（英語: Lewes）は、イングランド南部イースト・サセックスにある非都市ディストリクト。面積は113平方マイル（290km²）、海岸線の長さは9マイル（14.5km）。名称の由来は行政機能のあるルイスから。その他のタウンとして、ニューヘイブン、ピースヘイブン、テルスクームがある。またディストリクト内には、プランプトン競馬場も立地しており、28のパリッシュがある。
1974年4月1日に施行された1972年地方行政法によってバラ・オブ・ルイス、都市ディストリクトのニューヘイブン・アンド・シーフォード、地方ディストリクトのチェイリーが合併して生まれた。

## 主なタウン・ヴィレッジ

### タウン
- ルイス - 庁舎所在地
- ニューヘイブン
- ピースヘイブン
- シーフォード
- テルスクーム（英語版）

### ヴィレッジ
- ディッチリング
- ビショップストーン

## 政治
議会選挙は4年に一度行われ、41議席を21選挙区から選出する。1991年から長年労働党が多数を占めていたが、2011年の選挙で20年ぶりに保守党が多数派を奪回した。しかし、その後複数の保守党議員がUKIPや自由民主党へ離反したため、議会で過半数を占める政党がなくなった。ただし、2015年5月に開催された次の選挙では自由民主党が大敗し、保守党が再び過半数を獲得した。
2019年5月選挙以降は緑の党、自由民主党、労働党などによる連立が行われている。連立のリーダーは緑の党のゾエ・ニコルソン、副リーダーは自民党のジェームズ・マックレリーである。
| 政党名 | 政党名     | 評議員数 | 評議員数 |
| 政党名 | 政党名     | 2015年   | 2019年   |
| ------ | ---------- | -------- | -------- |
|        | 保守党     | 24       | 19       |
|        | 緑の党     | 3        | 9        |
|        | 自由民主党 | 11       | 8        |
|        | 労働党     | 0        | 3        |
|        | UKIP       | 1        | 0        |
|        | 無所属     | 2        | 2        |